# Lukovo, Sofia
Lukovo (în bulgară Луково) este un sat în comuna Svoghe, regiunea Sofia,  Bulgaria. 

## Demografie
Componența etnică a satului Lukovo
     Bulgari (96,88%)
     Nicio identificare (2,07%)
     Altele (1,03%)
La recensământul din 2011, populația satului Lukovo era de 289 locuitori. Din punct de vedere etnic, majoritatea locuitorilor (96,88%) erau bulgari. Pentru 2,07% din locuitori nu este cunoscută apartenența etnică.